# Xylobiops parilis
Xylobiops parilis är en skalbaggsart som beskrevs av Pierre Lesne 1901. Xylobiops parilis ingår i släktet Xylobiops och familjen kapuschongbaggar. Inga underarter finns listade i Catalogue of Life.